# 2e régiment d'infanterie (France)
Pour les articles homonymes, voir 2e régiment.
Pour le régiment de la Légion étrangère, voir 2e régiment étranger d'infanterie.

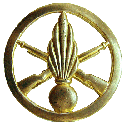
Insigne de béret de l'infanterie.

Le 2e régiment d'infanterie (2e RI) est un régiment d'infanterie de l'Armée de terre française créé sous la Révolution à partir du régiment de Picardie, un régiment français d'Ancien Régime.

## Création et différentes dénominations
- 1791 : Renommé 2e régiment d'infanterie
- 1793 : Amalgamé il prend le nom de 2e demi-brigade de première formation
- 1796 : Reformé en tant que 2e demi-brigade de deuxième formation
- 1803 : Renommé 2e régiment d’infanterie de ligne
- 1814 : Pendant la Première Restauration, il est renommé  régiment de la Reine
- 1815 : Pendant les Cent-Jours, il reprend son nom de 2e régiment d’infanterie de ligne
- 16 juillet 1815 : Comme l'ensemble de l'armée napoléonienne, il est licencié à la Seconde Restauration, à Bléré (Indre-et-Loire).
- 11 août 1815 : création de la 2e légion de l'Aisne
- 23 octobre 1820 : la 2e légion de l'Aisne est amalgamée et renommée 2e régiment d’infanterie de ligne à Calais.
- 1882 : Renommé 2e régiment d’infanterie.
- 1914 : À la mobilisation, il met sur pied son régiment de réserve, le 202e régiment d’infanterie
- 1920 : Dissous.
- 1939 : Recréation sous le nom de 2e régiment d’infanterie.
- 1940 : Dissous.
- 1944 : Recréation sous le nom de 2e régiment d’infanterie.
- 1945 : Dissous.
- 1956 : Recréation sous le nom de 2e régiment d’infanterie.
- 1962 : Dissous

## Colonels et chefs de brigade
- 1791 : Colonel Charles Léon du Cavigny marquis de Bouthillier
- 1791 : Colonel François Richer Drouet
- 1792 : Colonel (**) Henri Nadot-Fontenay
- 1793 : Colonel (*) Étienne Jacques-Joseph-Alexandre Macdonald[1]
- 1795 : Chef de brigade Jean François de Marpaude
- 1796 : Chef de brigade Joseph Perrin
- 8 février 1801 : Chef de brigade Pierre-Guillaume Pouchin de la Roche
- 1803 : Colonel (**) Pierre-Guillaume Pouchin de la Roche
- 1805 : Colonel Jacques Delga
- 1809 : Colonel Félix Victor Charles Emmanuel de Wimpffen
- 1813 : Colonel Jean Véran
- 1813 : Colonel Charles Louis Sébastien de Staglieno[2]
- 1814 : Colonel Jean Tripe
- 1815 : colonel Céreste de Villars-Brancas
- 1820 : colonel Vigo dit Roussillon
- 1830 : Colonel Augustin Pierre de Martimprey
- 1831 : colonel Vigo dit Roussillon
- 1832 : colonel Vidal de Lauzun
- 1835 Antoine Semideo Louis François comte de Buttafoco
- 1840 : Colonel (*) François Certain de Canrobert
- 1845 Antoine Semideo Louis François comte de Buttafoco
- 27 avril 1846 : Colonel Paul Émile Jean-Baptiste Lenoir
- 1851 : colonel Neigre
- 1857 : colonel Lévy
- 1861 : colonel Villermain
- 1866 : Colonel Amédée Henri Charles de Saint-Hillier
- 1872 : colonel Voymant
- 1875 : colonel Lebelin De Dionne
- 1879 : Colonel Théophile Gasser
- 1882 : colonel du Chambge
- 1888 : colonel Costes
- 1893 : colonel Rinck
- 1909 : Colonel François Collas
- 1914 : Colonel Eugène Perez[3] (†)
- 6 septembre 1914 : lieutenant-colonel Yves Marie Le Forestier[4] (†)
- 3 octobre 1914 : lieutenant-colonel Georges Valentin Ivonnet[5] (†)
- 26 janvier 1915 : lieutenant-colonel Jean Louis Prévot[6] (†)
- 25 septembre 1915 : lieutenant-colonel Pinault de La Touche
- 1917 : Colonel Lardant
- 1939 : Colonel De Chaine de Bourmont

(*) Ces officiers sont devenus par la suite maréchaux d’Empire.

(**) Ces officiers sont devenus par la suite généraux de division.

## Historique des garnisons, combats et batailles

### 2erégiment d'infanterie de ligne ci-devant Picardie (1791-1793)
L'ordonnance du 1er janvier 1791 fait disparaître les diverses dénominations, et les corps d'infanterie ne sont désormais plus désignés que par le numéro du rang qu'ils occupaient entre eux. Ainsi, 101 régiments sont renommés. Les régiments sont toutefois largement désignés avec le terme ci-devant, comme 2e régiment d'infanterie ci-devant Picardie.

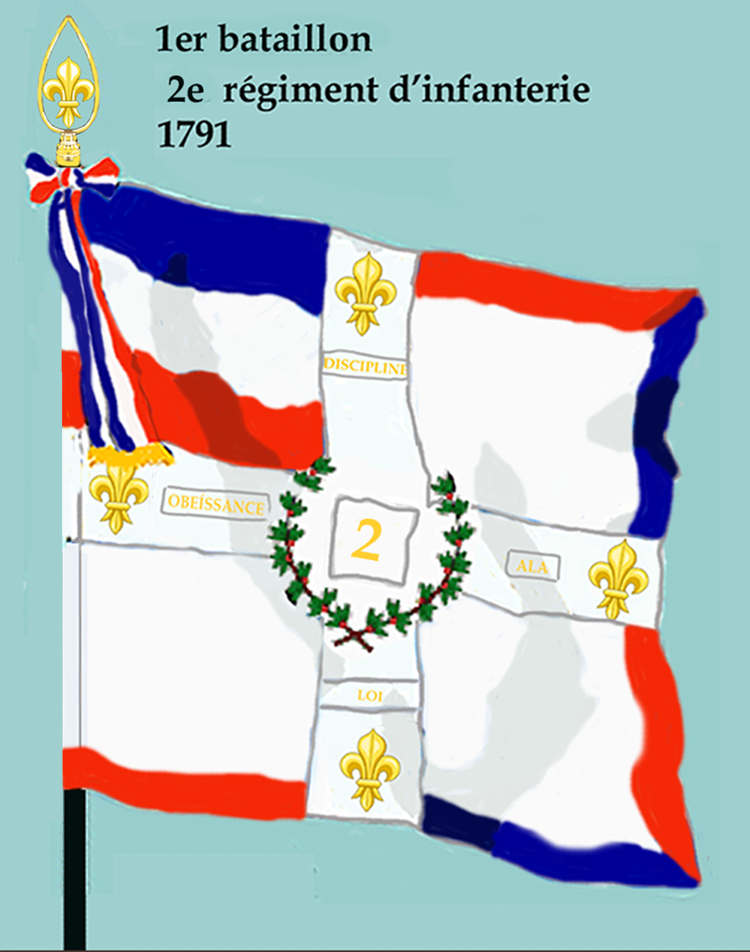
Drapeau du 1er bataillon de 1791 à 1793.
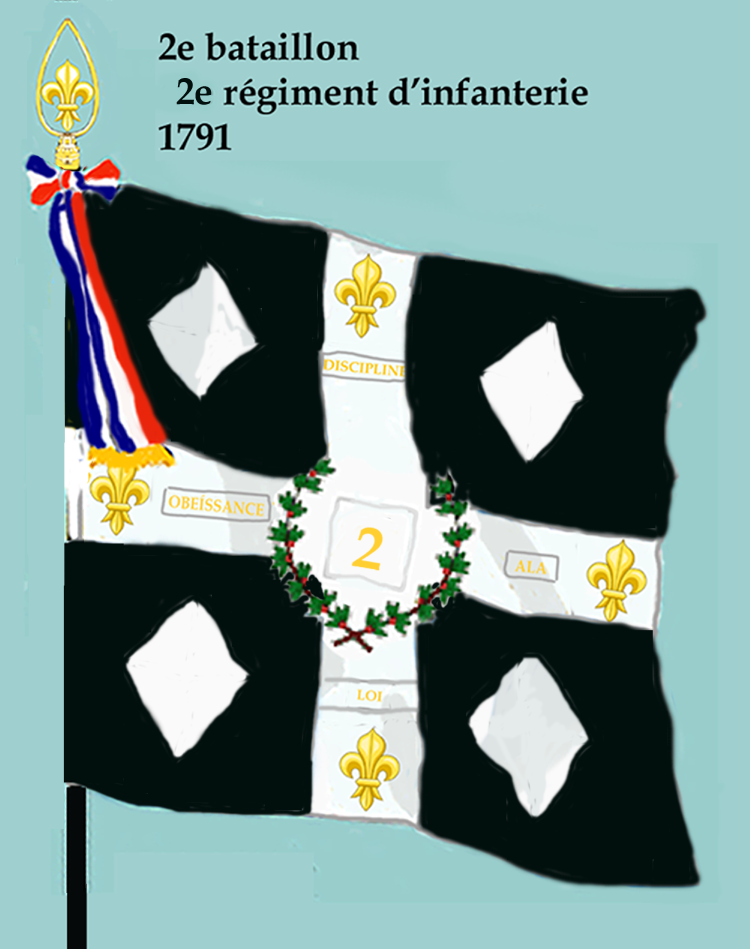
Drapeau du 2e bataillon de 1791 à 1793.

#### Guerres de la Révolution et Guerres de l'Empire
Le 2e régiment d'infanterie de ligne fait les campagnes de 1792 à 1793 à l'armée du Nord et se trouve aux sièges de Thionville (dépôt) et de Lille.

### 2edemi-brigadede première formation (1793-1796)

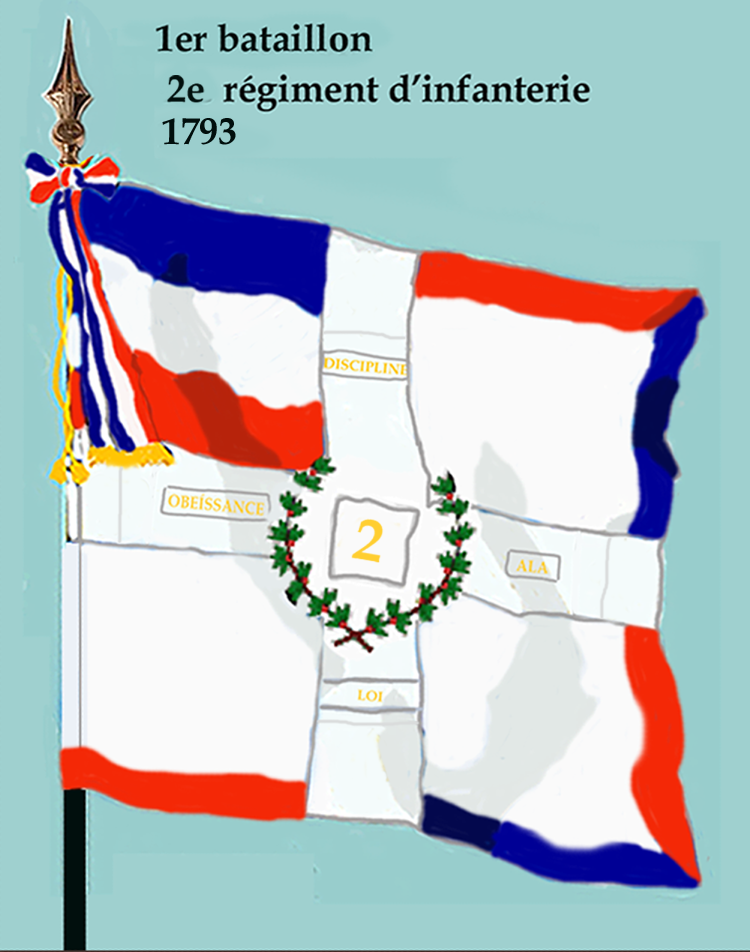
Drapeau du 1er bataillon de 1793 à 1794.
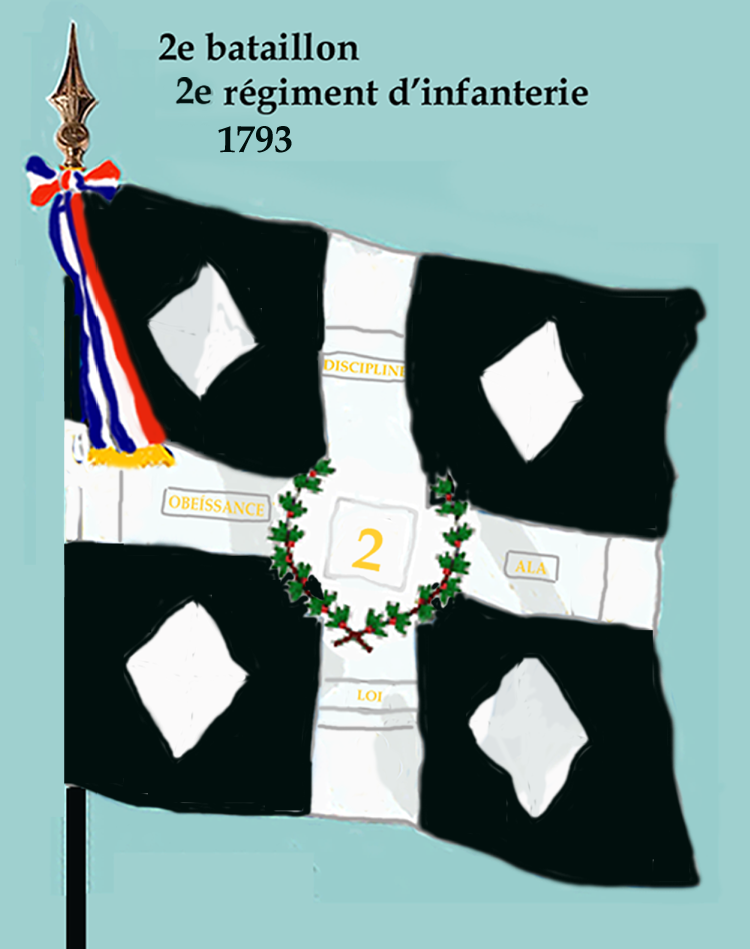
Drapeau du 2e bataillon de 1793 à 1794.

#### Guerres de la Révolution et de l'Empire
En 1793, lors du premier amalgame la 2e demi-brigade de première formation est formée à Ypres, avec les :
- 2e bataillon du 1er régiment d’infanterie (ci-devant Colonel-Général) ;
- 4e bataillon de volontaires de la Somme
- 5e bataillon de volontaires de Paris

La 2e demi-brigade, fait les campagnes de l'an II (1794) et de l'an III (1795)avec l'armée du Nord et se trouve à la bataille de Tourcoing.
Il fait la campagne de l'an IV (1796) avec l'armée de Sambre-et-Meuse.
Lors du second amalgame, elle est incorporée dans la 9e demi-brigade de deuxième formation

### 2edemi-brigadede deuxième formation (1796-1803)

#### Guerres de la Révolution et de l'Empire
La 2e demi-brigade de deuxième formation est formée le 28 pluviôse an IV (17 février 1796)  par l'amalgame des :
- 94e demi-brigade de première formation (2e bataillon du 47e régiment d'infanterie (ci-devant Lorraine), 1er bataillon de volontaires de Saône-et-Loire et 1er bataillon de volontaires du Cher)
- 5e bataillon de volontaires de l'Yonne
- Du 3e tiers du bataillon de Marat également appelé bataillon des Amis de l'honneur français

La 2e demi-brigade, fait les campagnes de l'an VI (1798) aux armées de Sambre-et-Meuse, d'Allemagne et de Mayence, celle de l'an VII (1799) aux armées de Mayence et du Danube et celles de l'an VIII (1800) et de l'an IX (1801) aux armées du Rhin et d'Italie.

On retrouve la 2e demi-brigade à Stockach puis lors d'un combat devant Zurich contre les troupes russes du général Korsakoff le 3 vendémiaire an VIII (25 septembre 1799) et lors de l'attaque et la prise de Zurich le 28 septembre 1799 puis lors du siège de Gênes en 1800.

### 2erégimentd'infanterie de ligne (1803-1815)

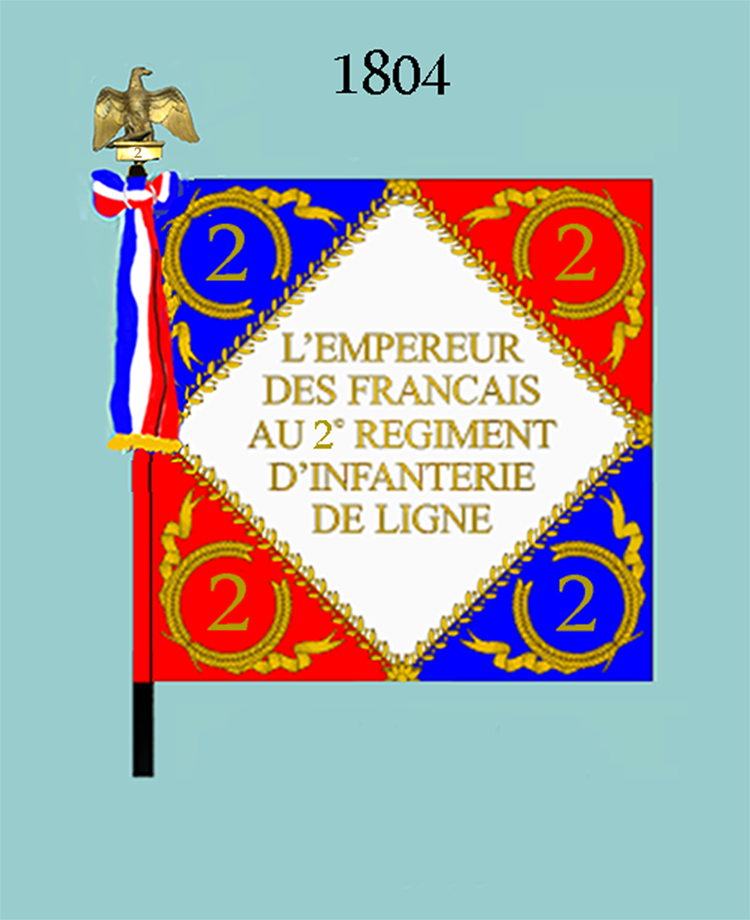
Drapeau modèle de 1804 à 1812 (avers).
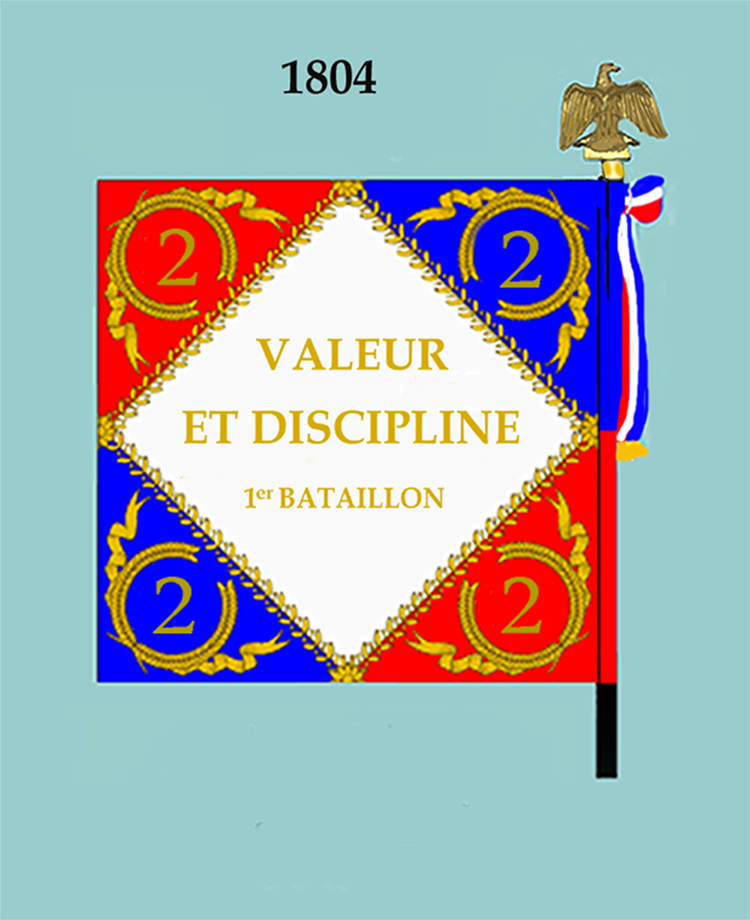
Drapeau modèle de 1804 à 1812 (revers).

#### Guerres de la Révolution et de l'Empire
Par décret du 1er vendémiaire an XII (24 septembre 1803), le Premier Consul prescrit une nouvelle réorganisation de l'armée française. Il est essentiel de faire remarquer, pour faire comprendre comment, souvent le même régiment avait en même temps des bataillons en Allemagne, en Espagne et en Portugal, ou dans d'autres pays de l'Europe, que, depuis 1808, quelques régiments comptaient jusqu'à 6 bataillons disséminés, par un ou par deux, dans des garnisons lointaines et dans les diverses armées mises sur pied depuis cette date jusqu'en 1815.

Ainsi, le 2e régiment d'infanterie de ligne est formé à 4 bataillons avec 
- les 2 bataillons de la 2e demi-brigade de deuxième formation et
- les 2 bataillons de la 78e demi-brigade de deuxième formation.

Le 2e régiment d'infanterie de ligne est embarqué sur l'escadre de Toulon de l'an XII(1804) à l'an XIV (1805) et se trouve à la bataille de Trafalgar.
Il fait la campagne de 1806 à l'armée d'Italie, celle de 1807 au corps d'observation de la Grande Armée, celles de 1808 à la Grande Armée et au corps d'observation des Pyrénées, celle de 1809 aux armées d'Espagne et d'Allemagne avec laquelle il participe aux batailles d'Essling-Aspern et de Wagram.
Il fait les campagnes de 1810 aux armées d'Allemagne, d'Espagne, de Catalogne et au corps d'observation de Hollande, celle de 1811 à l'armée de Catalogne puis celle de 1812 au corps d'observation de l'Elbe et à la Grande Armée avec laquelle il effectue la campagne de Russie et participe aux batailles de Polotsk et de la Bérézina.

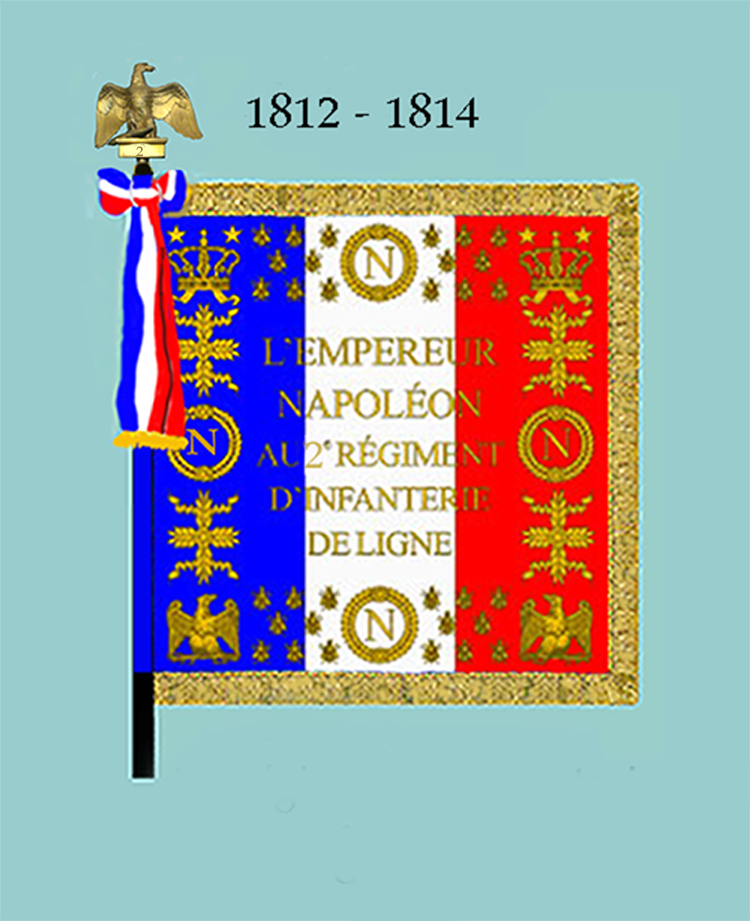
Drapeau modèle de 1812 à 1814 (avers).
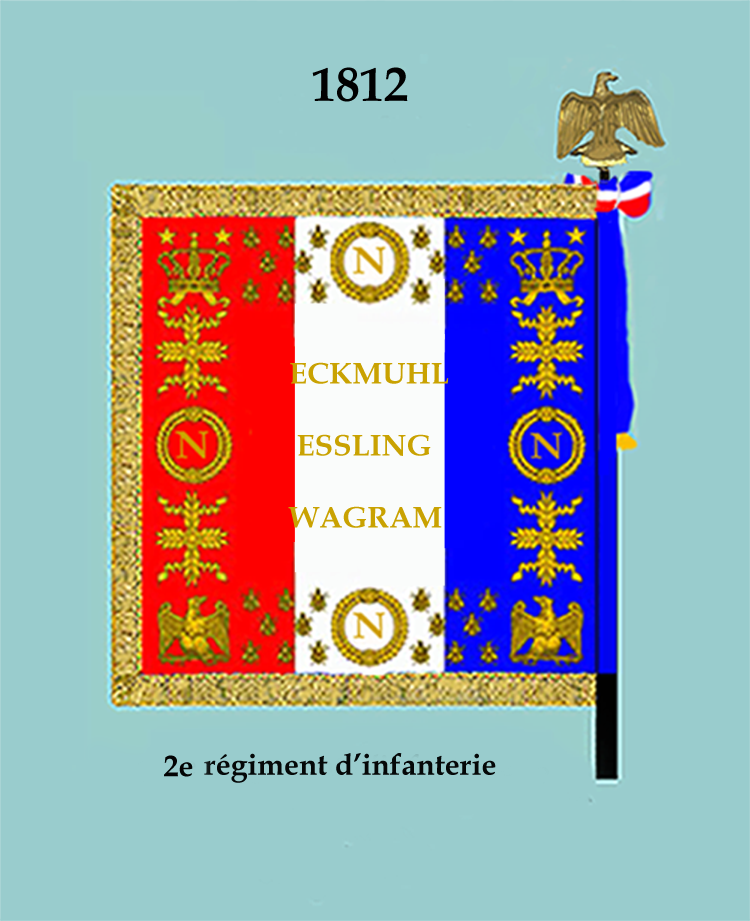
Drapeau modèle de 1812 à 1814 (revers).

Il fait les campagnes de 1813 et 1814 à l'armée de Portugal au 2e corps de la Grande Armée, avec laquelle il est engagé durant la Campagne d'Allemagne aux batailles de Dresde et de Leipzig (16-19 octobre) et dans les garnisons de Custrin et de Magdebourg et au corps d'observation de Meden.
Durant la campagne de France en 1814 il participe à la bataille de La Rothière.
Après l'exil de Napoléon Ier à l'île d'Elbe, Louis XVIII, prend le 12 mai 1814, une ordonnance royale qui réorganise les corps de l'armée française. Ainsi le régiment de la Reine  est formé à Paris, avec le 2e régiment d'infanterie de ligne.

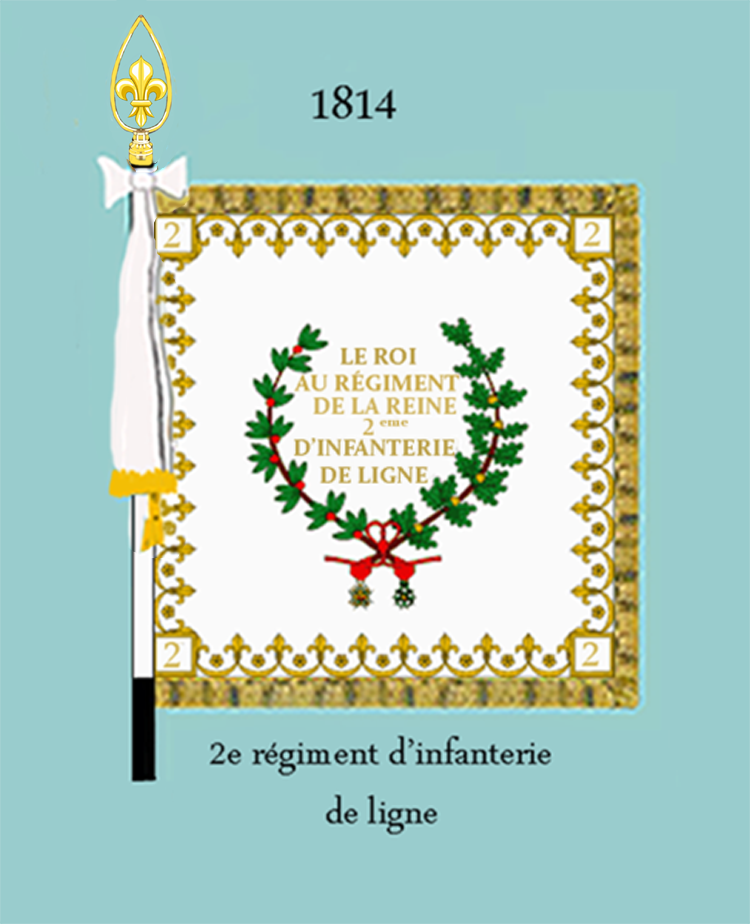
Drapeau modèle de 1814 (avers).
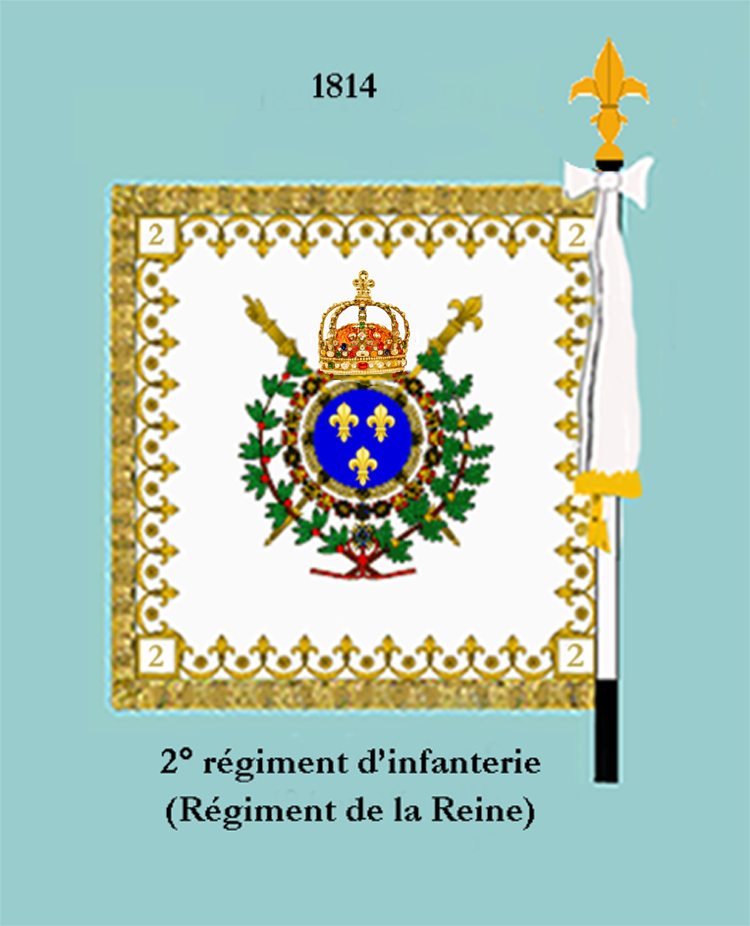
Drapeau modèle de 1814 (revers).

À son retour de l'île d'Elbe, le 1er mars 1815, Napoléon Ier prend, le 20 avril 1815, un décret qui rend aux anciens régiments d'infanterie de ligne les numéros qu'ils avaient perdus. Le régiment reprend donc son nom : 1er régiment d'infanterie de ligne.

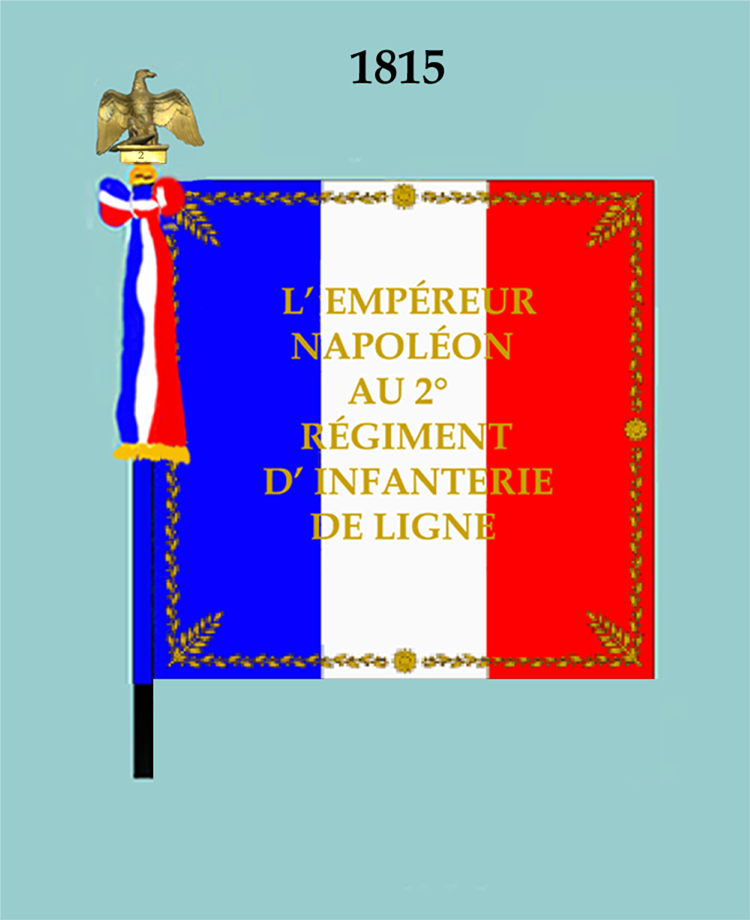
Drapeau modèle de 1815 (avers).
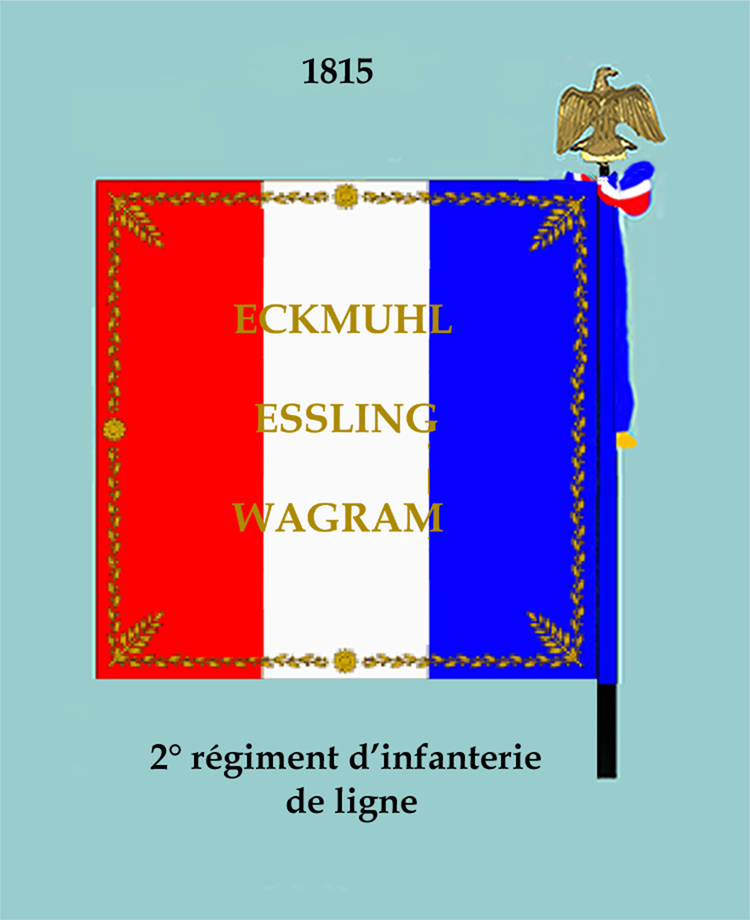
Drapeau modèle de 1815 (revers).

En 1815 il est à la Grande Armée, participe à la campagne de Belgique et est engagé aux batailles de Ligny et de Waterloo.
Colonels tués et blessés alors qu'ils commandaient le 2e RI pendant cette période :
- Chef de brigade Perrin : blessé le 12 mai 1800
- Colonel Delga : mort des suites de ses blessures le 6 juillet 1809
- Colonel de Wimpffen : blessé le 18 août 1812 à Polotsk
- Colonel Staglieno : blessé le 18 octobre 1813

Officiers tués ou blessés en servant au 2e régiment d'infanterie sous l'Empire (1804-1815) :
- Officiers tués : 40
- Officiers morts des suites de leurs blessures : 19
- Officiers blessés : 149

Après la seconde abdication de l'Empereur, Louis XVIII réorganise de l'armée de manière à rompre avec l'héritage politico-militaire du Premier Empire.
À cet effet une ordonnance du 16 juillet 1815 licencie l'ensemble des unités militaires françaises.

### Légion de l'Aisne (1815-1820)
Par ordonnance du 11 août 1815, Louis XVIII crée les légions départementales. La 2e Légion de l'Aisne, qui deviendra le 2e régiment d'infanterie de ligne en 1820, est créée.

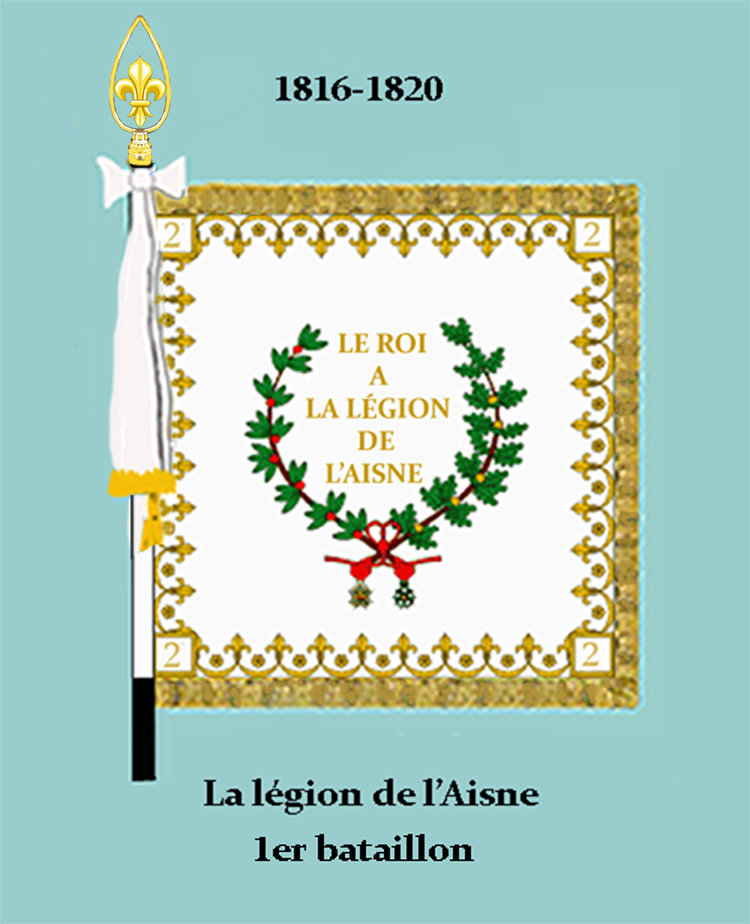
Drapeau Légion de l'Aisne (avers).
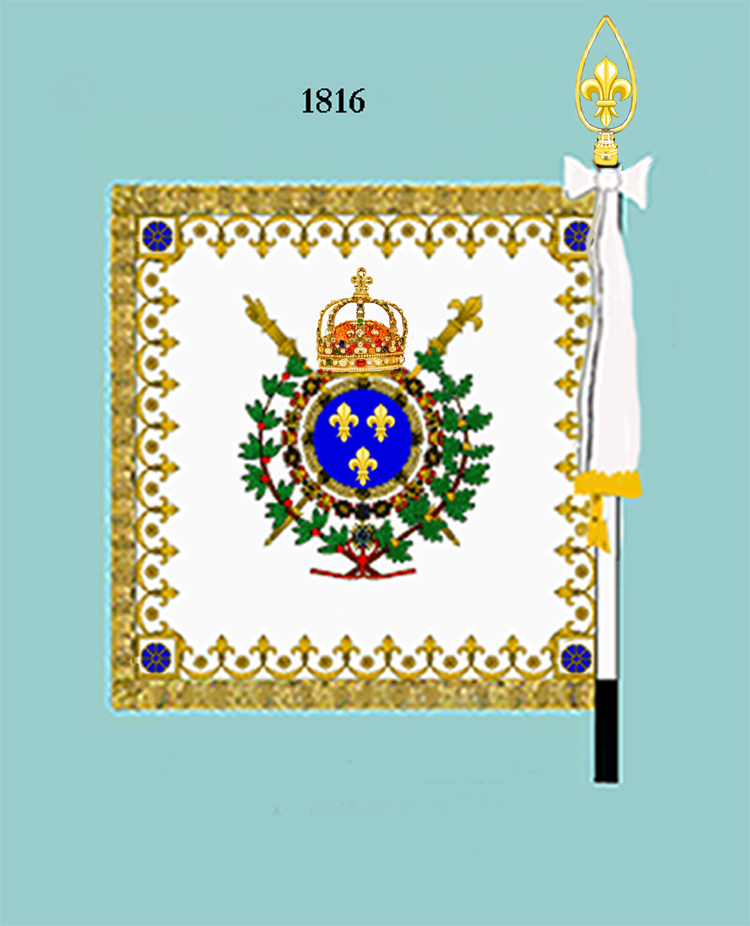
Drapeau Légion de l'Aisne (revers).
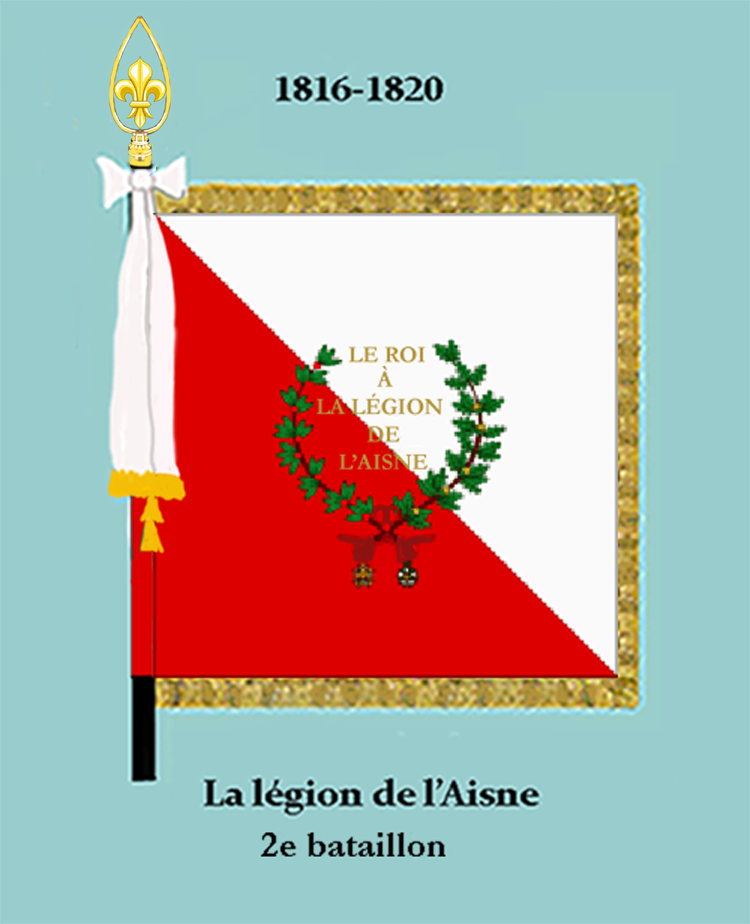
Drapeau 2e bataillon de la Légion de l'Aisne (avers).
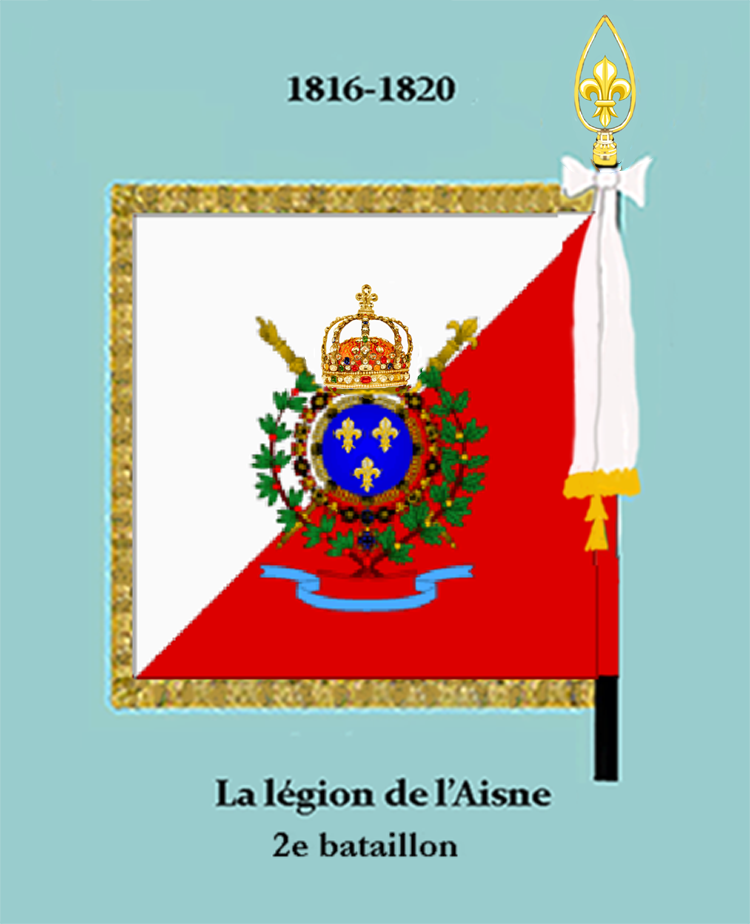
Drapeau 2e bataillon de la Légion de l'Aisne (revers).
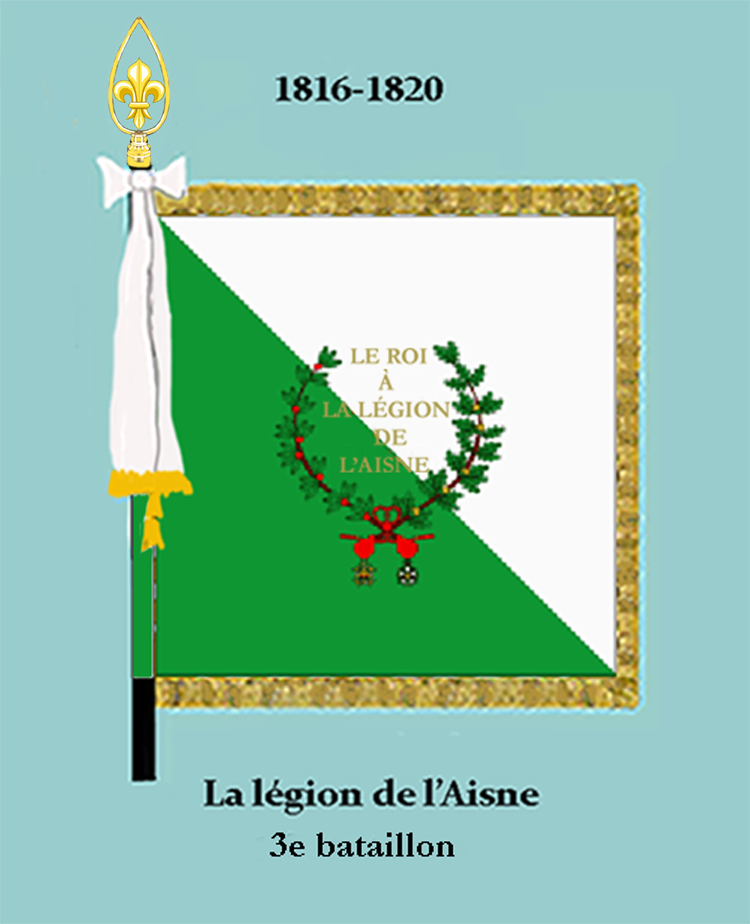
Drapeau 3e bataillon de la Légion de l'Aisne (avers).
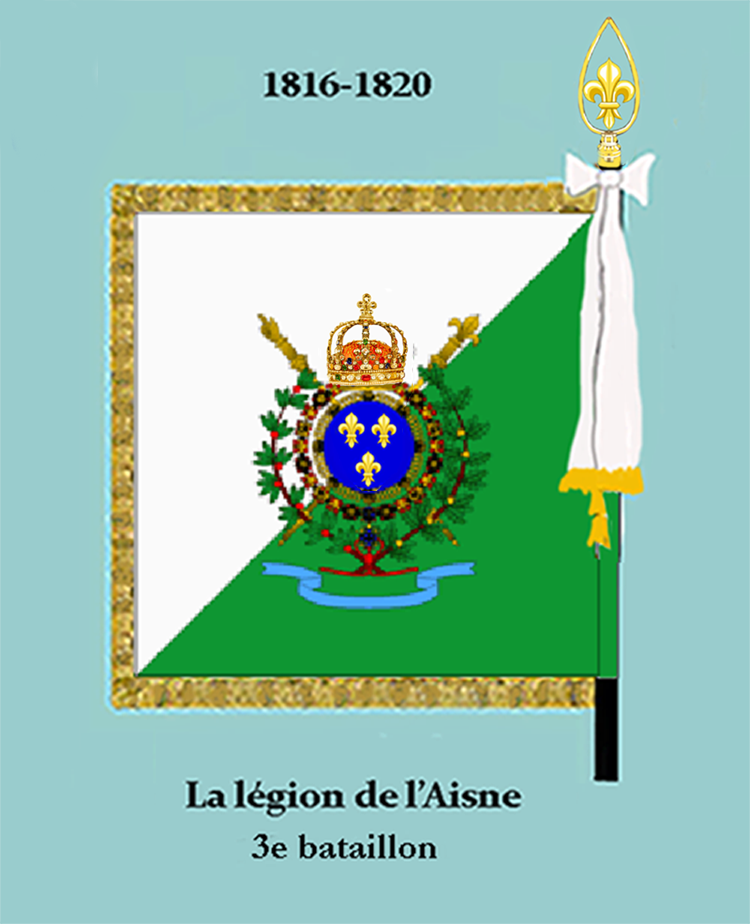
Drapeau 3e bataillon de la Légion de l'Aisne (revers).

### 2erégimentd'infanterie de ligne (1820-1882)
En 1820 une ordonnance royale de Louis XVIII réorganise les corps de l'armée française en transformant les légions départementales régiments d'infanterie de ligne. Ainsi, le 2e régiment d'infanterie de ligne est formé, à Calais, avec les 3 bataillons de la légion de l'Aisne.

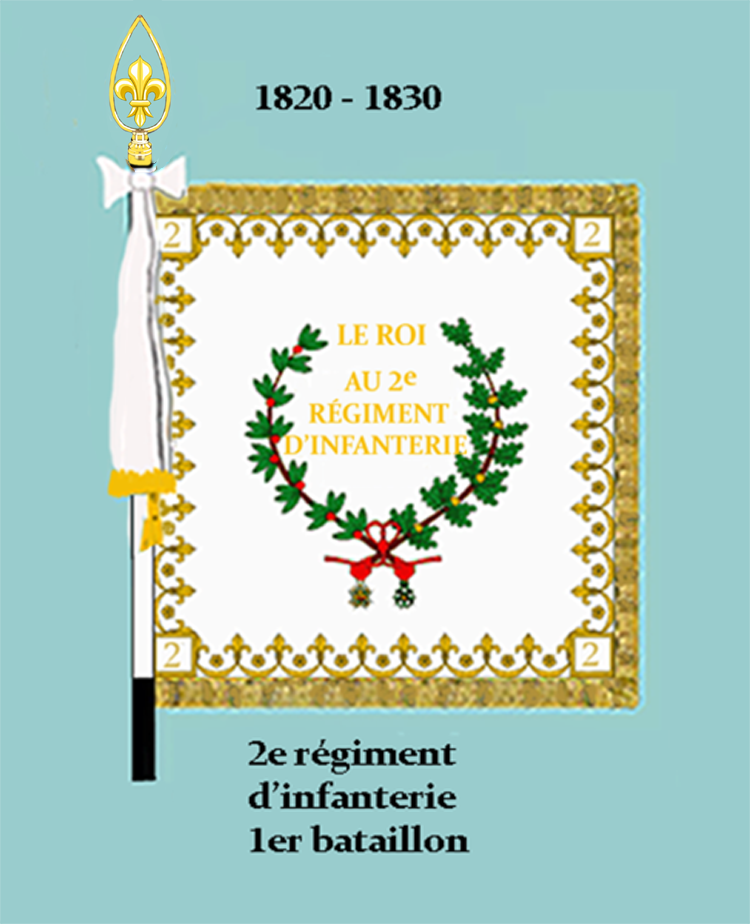
Drapeau modèle de 1820 à 1830 (avers).
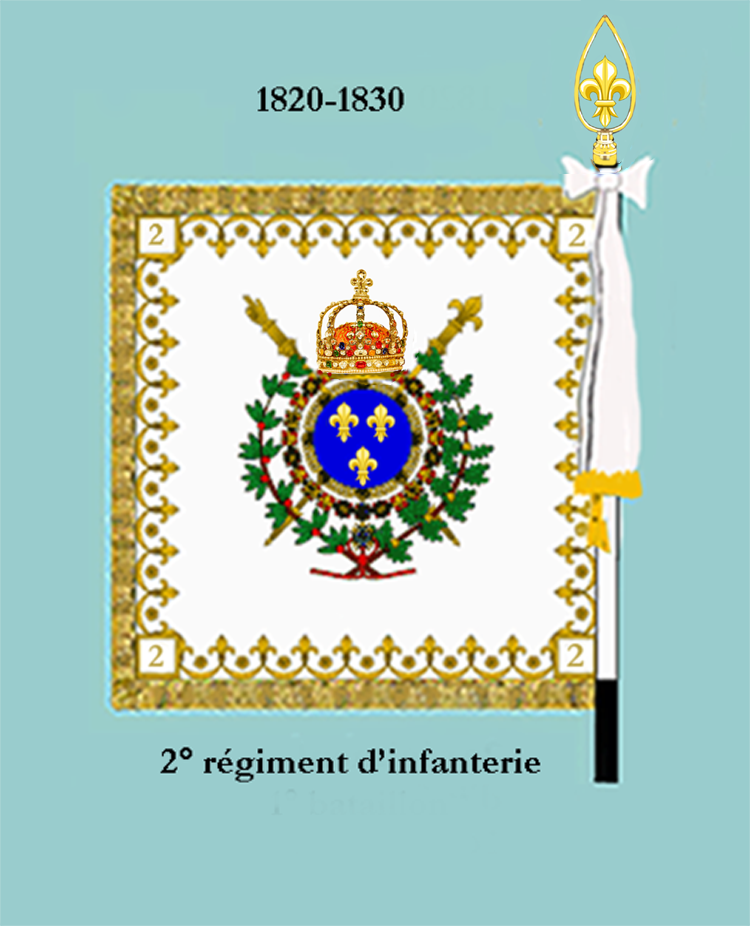
Drapeau modèle de 1820 à 1830 (revers).

#### 1820 à 1852
Le 2e régiment d'infanterie de ligne fait la campagne de 1823 au 4e corps de l'armée d'Espagne et se distingue, le 16 juin 1823, au combat du bois de Pallau.
Durant les campagnes de 1824 et 1825, il est au corps de réserve de Perpignan.
Une ordonnance du 18 septembre 1830 créé le 4e bataillon et porte le régiment, complet, à 3 000 hommes.

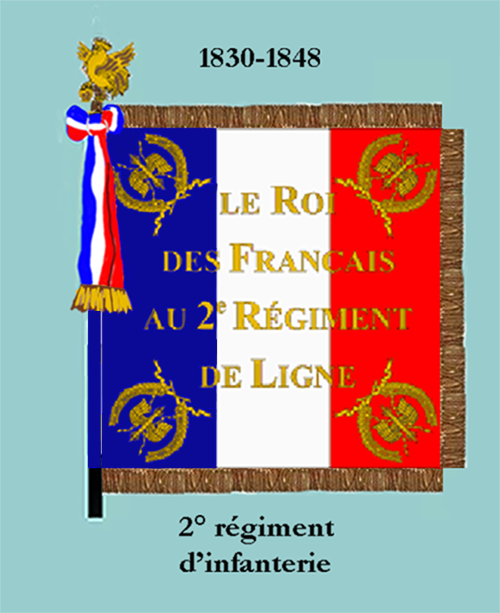
Drapeau modèle de 1830 à 1848 (avers).
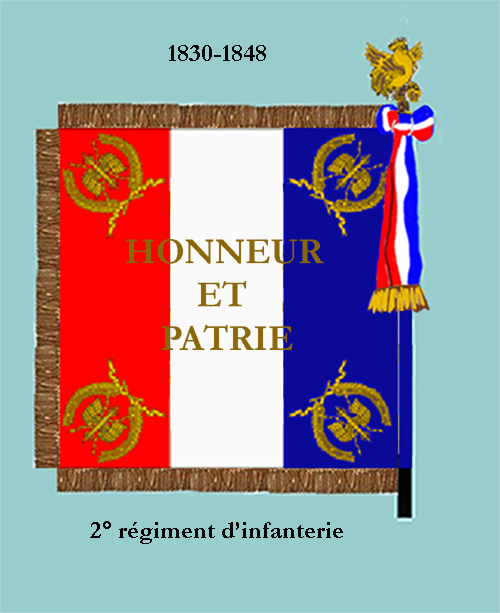
Drapeau modèle de 1830 à 1848 (revers).

Le régiment participe aux campagnes de 1842 à 1847 à l'armée d'Afrique et se distingue au combat de Bar-T'outa les 15 et 18 avril 1843.
En 1850, le régiment est en garnison à Paris et son dépôt est à Fontainebleau.

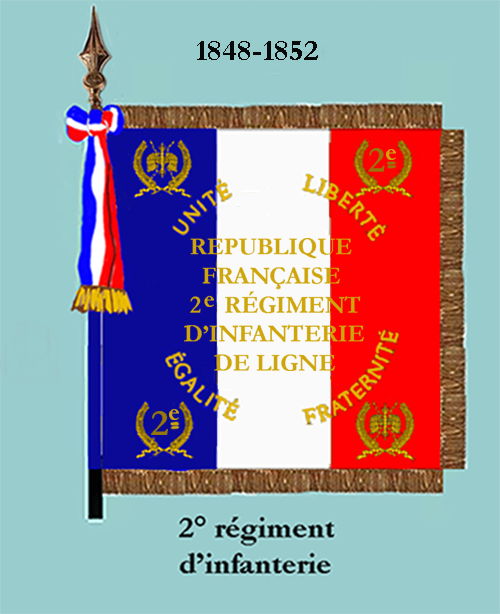
Drapeau modèle de 1848 à 1852 (avers).
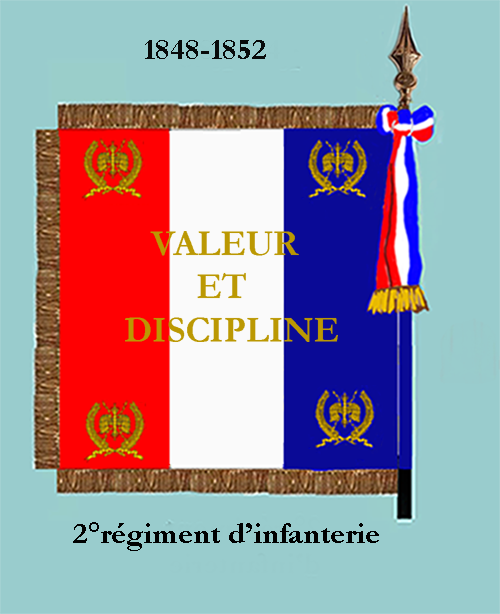
Drapeau modèle de 1848 à 1852 (revers).
Représentation du 2e régiment d'infanterie pendant une bataille en Algérie.

#### Second Empire

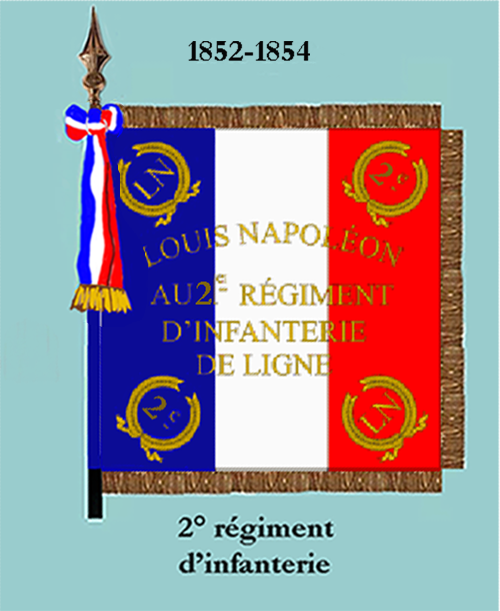
Drapeau modèle de 1852 à 1854 (avers).
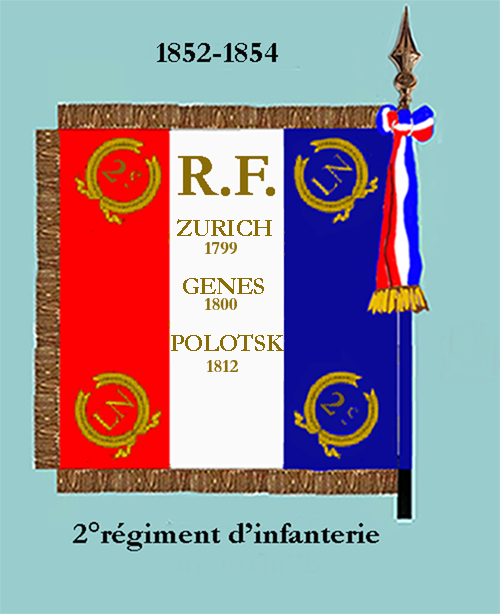
Drapeau modèle de 1852 à 1854 (revers).

En 1870, le régiment est en garnison à Tours.
- Guerre franco-prussienne de 1870
  - Bataille de Forbach-Spicheren
- Le 16 août 1870, le 4e bataillon, formé, pour la plupart, de nouveaux arrivants, quitte le dépôt pour créer le 5e régiment de marche qui formera la 1re brigade de la 1re division du 13e corps d'armée[8].

#### 1871 à 1914
Le 21 octobre 1873, le 2e régiment d'infanterie prend sa nouvelle garnison à Granville qu'il occupera jusqu'à sa dissolution en 1919.
Lors de la réorganisation des corps d'infanterie de 1887, le régiment fournit un bataillon pour former le 153e régiment d'infanterie.

### 2erégimentd'infanterie

#### Affectation
- En 1914 casernement : casernement Granville et Querqueville, 40e brigade, 20e division d'infanterie, 10e corps d'armée.
- Constitution en 1914 : le régiment est formé de trois bataillons. Il appartient à la 20e division d'infanterie d'août 1914 à novembre 1918.

##### 1914
- le 24 août : Bataille de Charleroi
- le 29 août : Bataille de Guise
- Bataille de la Marne, engagé dans la bataille des Deux Morins
- course à la mer, Hénin, Arras, Mercatel, 6 jours de combat au sud d'Arras.

##### 1915
- Saint-Laurent-Blangy
- Argonne, bois de la Gruerie.

##### 1916
- Argonne
- bataille de la Somme, Méharicourt.

##### 1917
- Mont Blond, Cornillet
- Verdun cote 344, Samogneux, Woëvre.

##### 1918
- Les Éparges, Beuvardes (Aisne)
- Bataille de la Marne (15-31 juillet)
- l'Ardre, la Vesle, Vosges au nord de Saint Dié.

#### Entre-deux-guerres
Le 2e régiment d'infanterie rentre dans ses casernements, à Granville, le 10 septembre 1919[réf. souhaitée] et est dissous le 1er avril 1920.

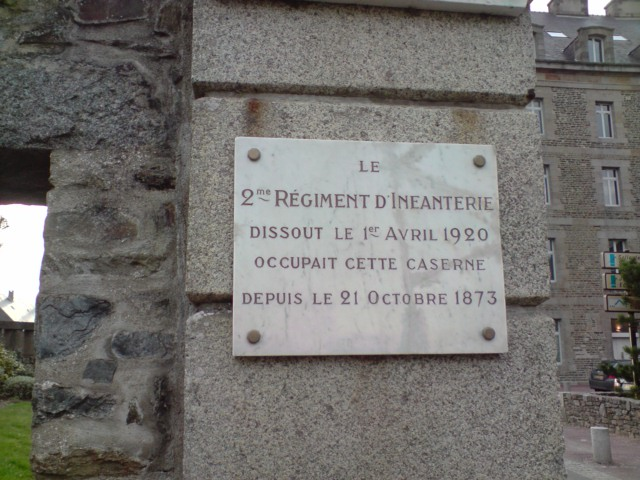
Plaque commémorative du 2e régiment d'infanterie, présent depuis 1873 jusqu'à 1920.
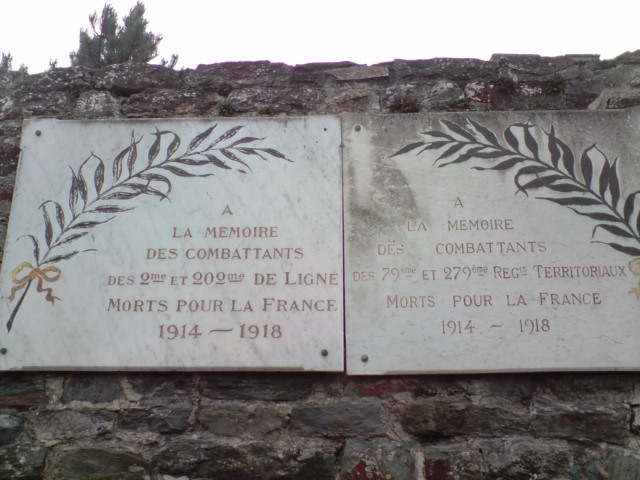
Plaque commémorative des anciens combattants du 2e et 202e régiment d'infanterie 1914-1918.
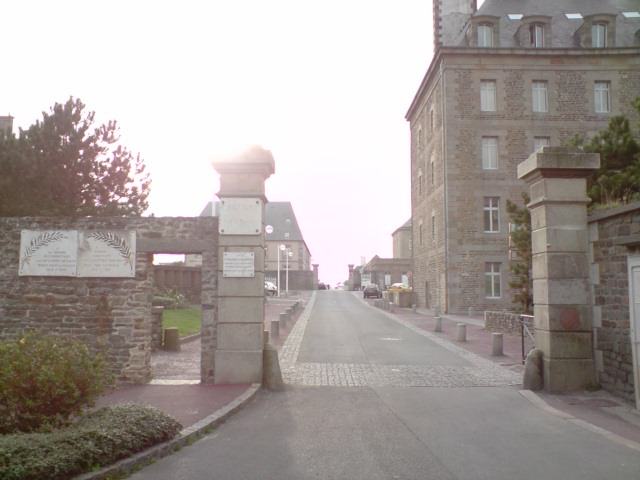
Caserne du Roc Granville.
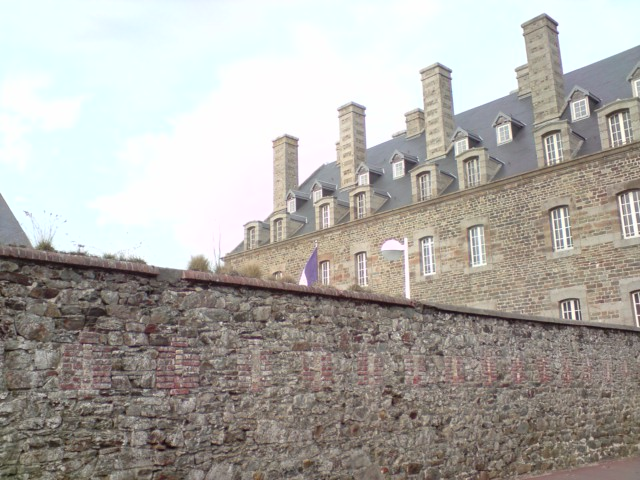
Bâtiment de la caserne du Roc Granville.
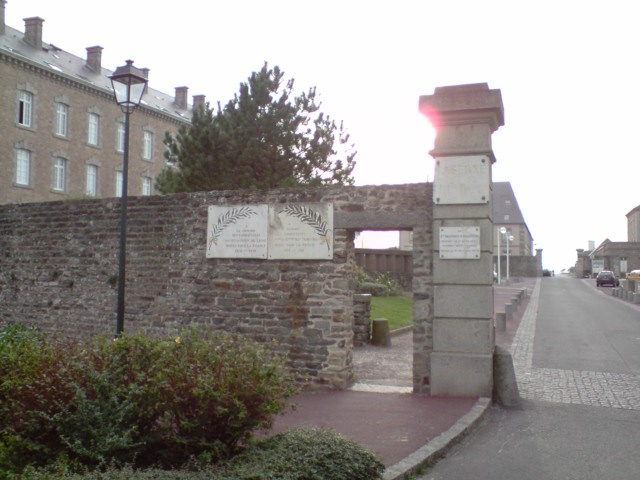
Entrée de la caserne du Roc à Granville.
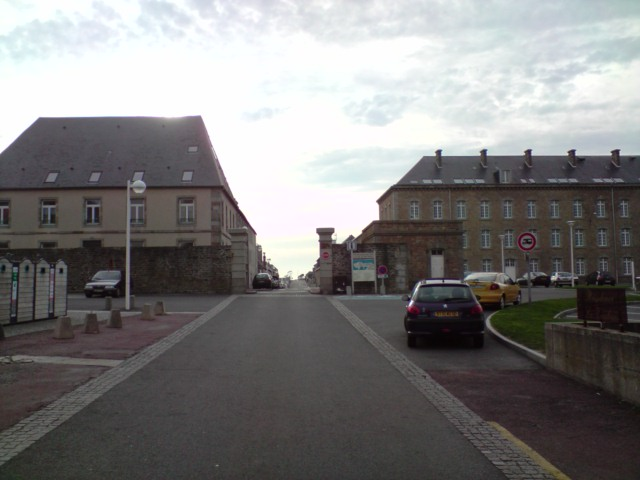
Vue de l'entrée de la caserne du roc à Granville.
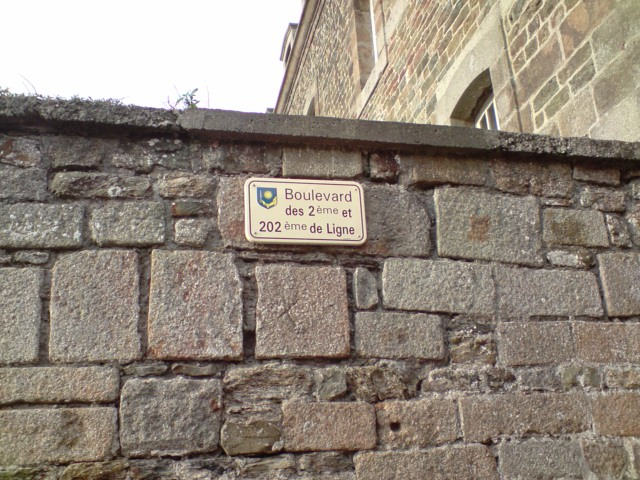
Plaque boulevard du 2e et 202e régiment d'infanterie à Granville.
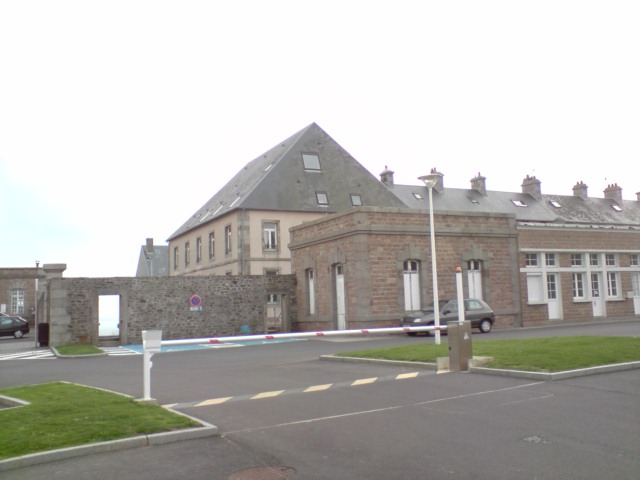
Les bâtiments de la caserne du roc.

#### Seconde Guerre mondiale
Recréé le 9 septembre 1939 sous les ordres du colonel De Chaine de Bourmont, il appartient à la 20e division d'infanterie. Régiment d'infanterie type Nord-Est de réserve A, il est mis sur pied par le centre mobilisateur d'infanterie no 44 de Rennes.

#### Guerre d'Algérie

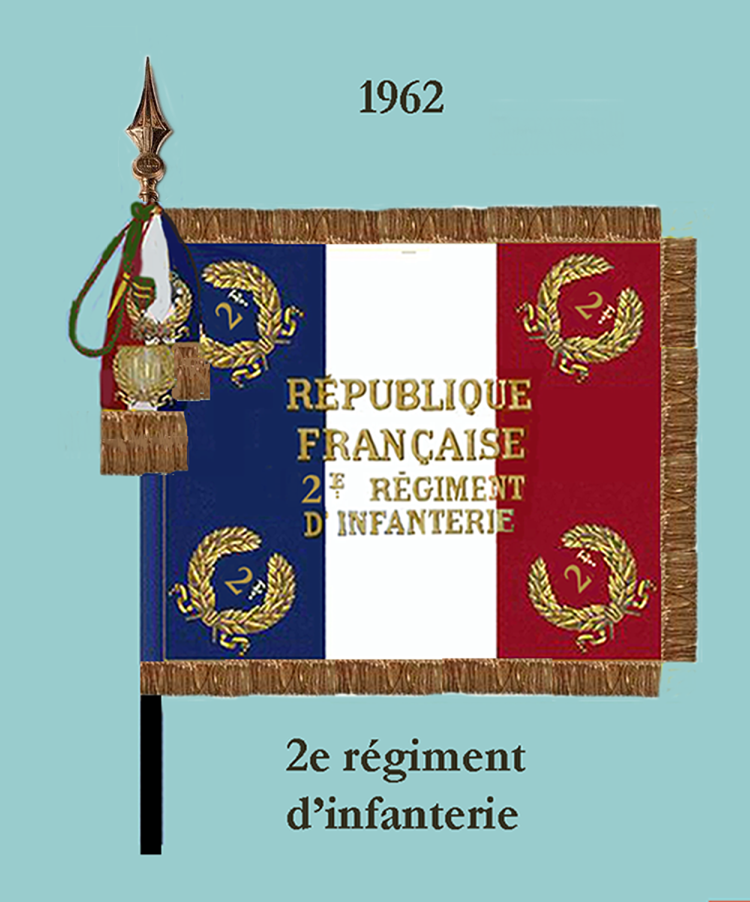
Drapeau modèle depuis 1962 (avers).
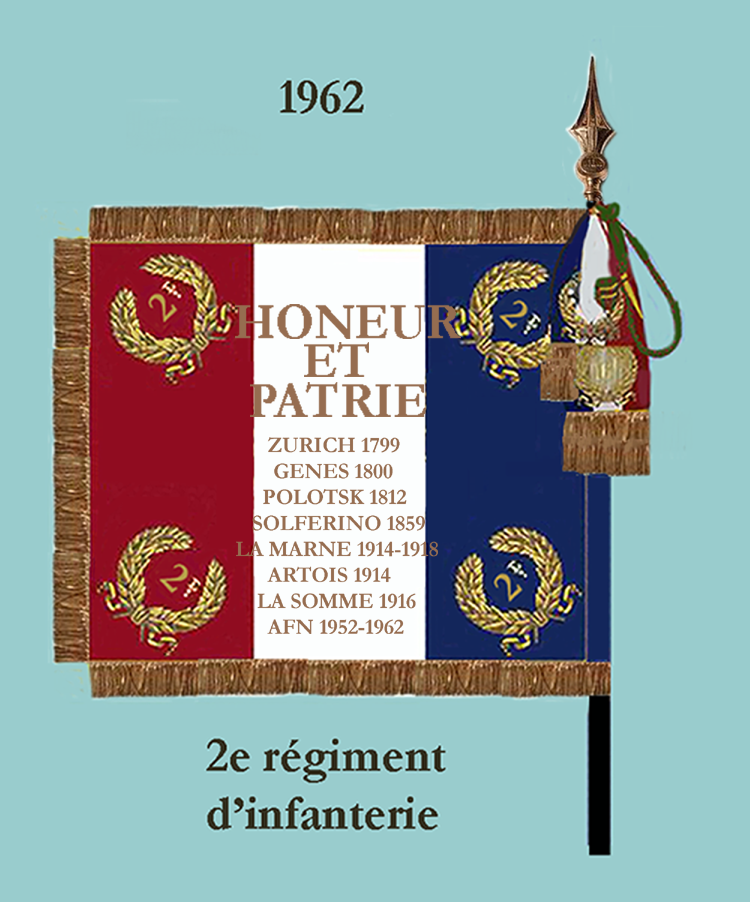
Drapeau modèle depuis 1962 (revers).

Il est recréé en 1956 pour incorporer son contingent de rappelés de la Guerre d'Algérie. Stationné à Aumale, aujourd'hui Sour El Ghozlane, il est dissous pour la dernière fois en 1962.
À l'issue de la Guerre d'Algérie 1954-1962, au cessez-le-feu du 19 mars 1962 en Algérie, le 2e RI créé comme 91 autres régiments, les 114 unités de la Force Locale. (Accords d'Evian du 18 mars 1962) Le 2e RI forme deux unités de la Force locale de l'ordre Algérienne, la 466e UFL-UFO et la 467e UFL-UFO composé de 10% de militaires métropolitains et de 90% de militaires musulmans, qui pendant la période transitoire devaient être au service de l'exécutif provisoire Algérien, jusqu'à l'indépendance de l'Algérie. À la suite de la constitution de cette UFL-UFO 10 % de FSE et 90 % de FSNA, le 1er juillet 1962 quatre militaires de souche européennes sont pris en otage et sont faits prisonniers de l'ALN (voir la Voix du Combattant du N°1846 page 36 où figure un témoignage de Jack Guérit  qui transcrit ces événements ).

#### Depuis 1962
À l'issue de la Guerre d'Algérie, le régiment est dissous puis recréé à Bretteville-sur-Odon en tant qu'unité de réserve. Il participe à la défense opérationnelle du territoire jusqu'à sa dissolution en 1998.

## Drapeau
Il porte, cousues en lettres d'or dans ses plis, les inscriptions suivantes, :

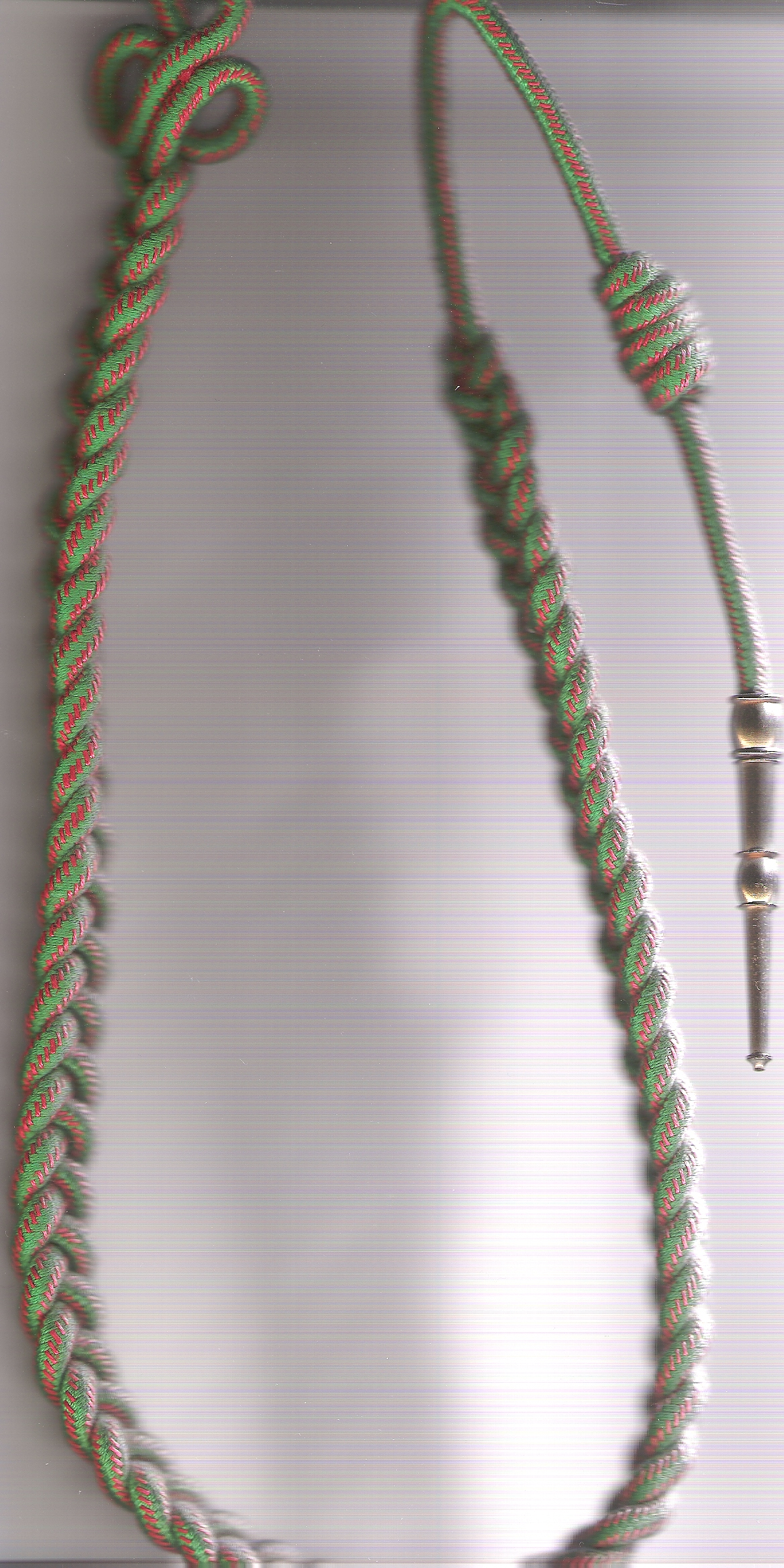
Fourragère aux couleurs du ruban de la croix de guerre 1914-1918.

- Zurich 1799
- Gênes 1800
- Polotsk 1812
- Solférino 1859
- La Marne 1914-1918
- Artois 1914
- La Somme 1916
- AFN 1952-1962

## Décorations
Par ordre 153 F, il a le droit au port de la fourragère aux couleurs du ruban de la Croix de guerre 1914-1918 obtenue le 11 septembre 1918.
Sa cravate est décorée de la Croix de guerre 1914-1918 avec deux citations à l'ordre de l'armée,  pour les 1er et 2e bataillons le 17 décembre 1914 et pour le 3e bataillon le 15 juin 1915.

## Devise
Au plus près

## Personnalités ayant servi au régiment
- François Michel Brayer (1788-1848) alors chef de bataillon
- François Claude Chapuis (1799-1859), alors capitaine
- Raoul Gain (1887-1975), romancier, poète et chroniqueur littéraire
- Rémy Grillot (1766-1813) alors soldat
- Nicolas Charles Oudinot (1767-1847)
- Amédée Henri Charles de Saint-Hillier (1816-1870)[12]
- Jean-Pierre Sartin (1917-1993), Compagnon de la Libération

## Sources et bibliographie
- À partir du Recueil d’historiques de l’infanterie française (Général Andolenko - Eurimprim 1969).
- Historiques des corps de troupe de l'armée française (1569-1900)